# Toponimia náhuatl de Guatemala
La toponimia náhuatl de Guatemala consiste en el estudio de la etimología de origen náhuatl de los topónimos de esa nación centroamericana.  La mayoría de los nombres de los poblados en Guatemala son de origen náhuatl, ya que parte de las tropas que llegaron bajo el mando del español Pedro de Alvarado durante la conquista de Guatemala en la década de 1520 eran de origen tlaxcalteca.

## El topónimo «Guatemala»
Los primeros documentos históricos en que aparece escrito el nombre de Guatemala son las cartas de relación que Pedro de Alvarado envió a Hernán Cortés en 1524. En la primera de las conocidas, fechada en Utatlán el 11 de abril del año citado, Alvarado relata su viaje desde Soconusco y la palabra Guatemala aparece escrita tres veces. En la segunda dice Alvarado que partió de Utatlán y que en dos días llegó a Guatemala. En esta carta relata sus campañas de conquista en Atitlán, Escuintla, la Costa Suroriental y Cuscatlán y dice que no pudo seguir su empresa. Hernán Cortés también nombra a la ciudad de Guatemala, en su carta de relación dirigida a Carlos V, fechada en México el 15 de octubre del mismo año 1524. Cortés se refiere a «unas ciudades de que muchos días había que yo tengo noticias que se llaman Ucatlán y Guatemala».  En las cartas citadas, el nombre de Guatemala se escribe de la misma manera en que se hace ahora y que seguramente es la castellanización del vocablo Quauhtemalan («lugar de muchos árboles») de origen náhuatl, que era el nombre con el cual conocían a la ciudad y nación cakchiquel los auxiliares tlaxcaltecas y cholutecas que acompañaron a Alvarado y a Cortés.

## Listado de poblados
| Topónimo         | Raíz                                                                               | Significado                                                                         |
| ---------------- | ---------------------------------------------------------------------------------- | ----------------------------------------------------------------------------------- |
| Acatenango       | - «acalt»: carrizo de maíz - «tenan» o «tenamilt»: muralla                         | «cercado de los carrizos de maíz»                                                   |
| Achuapa          | - «achiotl»: achiote - «apant»: río                                                | «río de achiote»                                                                    |
| Almolonga        | - «atl»: agua                                                                      | - «lugar donde brota el agua»                                                       |
| Alotenango       | - «alotl»: papagayo - «tenan» o «tenamilt»: muralla - «co»                         | - «En el lugar de la muralla del papagayo».                                         |
| Acasaguastlán    | - «acatzau»: torditos - «tlán»: abundancia - «aztlán»: abundancia de garzas        | «lugar de garzas y torditos»                                                        |
| Alzatate         |                                                                                    | «Alzatate»: «Garza de río»,                                                         |
| Amatitlán        | - «amat»: árbol de amatle, o papel - «tlán»: abundancia                            | - «lugar de amates» - «lugar del papel»                                             |
| Atitán           | - «atl»: agua - «itan»: cerca de                                                   | «cerca del agua»                                                                    |
| Atitlán          | - «atl»: agua - «titlan»: entre - «tlán»: abundancia                               | «entre las aguas»                                                                   |
| Chiquimula       | - «chiquimolin»: jilguero                                                          |                                                                                     |
| Coatán           | - «coat»: serpiente - «tali»: tierra                                               | «tierra de serpiente»                                                               |
| Coatepeque       | - «coat»: serpiente - «tepē-»: cerro, montaña - «-k»: en                           | «en el cerro de la serpiente»                                                       |
| Comapa           |                                                                                    | «comapa»: comal                                                                     |
| Comalapa         | - «comapa»: comal - «apant»: río                                                   | «río de comales»                                                                    |
| Cotzumalguapa    | - «cucuzamatl» o «cuzatli»: Comadreja - «apant»: río                               | «río de las Comadrejas»                                                             |
| Cotzumalguapa    | «Cozamalapan»: Río del Arcoíris                                                    |                                                                                     |
| Cuyotenango      | - «coyotl»: coyote - «tenan» o «tenamilt»: muralla - «co»                          | «Muralla del coyote»                                                                |
| Chichicastenango | - «tzitzicastli»: ortiga o chichicaste - «tenan» o «tenamilt»: muralla - «co»      | «Tzitzicasteango»: «en el cercado de las ortigas»                                   |
| Chinautla        | - «chicunauh-tla»: plural del numeral «chicunauj»                                  | «nueve»                                                                             |
| Escuintla        | - «itzcuintli»: perro, tepezcuintle - «tlan»: abundancia                           | «Itzcuintlán»: «lugar de perros o tepezcuintles»                                    |
| Gualán           | - «uaxin»: árbol de cuaje, o yaje - «tlán»: abundancia                             | «Uaxinlán»: «lugar donde abundan los árboles de yaje»                               |
| Guazacapán       | - «guat» - «zacatt»: zacate - «apant»: río                                         | «río de zacate»                                                                     |
| Huista           | - «huiztli»: espina - «tlan»: abundancia                                           | «Huitztlán»: «lugar de espinas» o «paraje espinoso»                                 |
| Huité            |                                                                                    | «wihti»: entre dos caminos                                                          |
| Itzapa           | - «itz»: piedra de rayo - «apant»: río                                             | «itzapan»: «río de las piedras de rayo»                                             |
| Ixtahuacán       | - «Izta»: blanco - «huactli»: halcón - «can»: lugar                                | «Lugar del Halcón Blanco»                                                           |
| Ixtatán          | - «ixtat»: sal - «tali»: tierra                                                    | «lugar en donde hay sal»                                                            |
| Jacaltenango     | - «xacalli»: cabaña - «tenan» o «tenamilt»: muralla - «co»                         | «muralla de cabañas»                                                                |
| Jalapa           | - «xal»: arena - «apant»: río                                                      | «arena de río»                                                                      |
| Jilotepeque      | - «xilotl»: mazorca de maíz tierno - «tepē-»: cerro, montaña - «-k»: en            | «en el cerro en donde hay maíz»                                                     |
| Jocotenango      | - «xocotl»: jocote - «tenan» o «tenamilt»: muralla - «co»                          | «muralla de jocotes»                                                                |
| Jutiapa          | - «xōchi-»: flor - «apant»: río                                                    | «xochiapán»: «río de flores»                                                        |
| Malacatán        | - «malacate»: hueso para hilar - «tlan»: abundancia                                | «lugar de los huesos de hilar»                                                      |
| Masagua          | - «masa»: piña - «wa»: posesivo calificativo de paraje                             | «lugar de la piña»                                                                  |
| Mazatenango      | - «mazatl»: venado - «tenan» o «tenamilt»: muralla - «co»                          | «muralla del venado»                                                                |
| Mita             | - «mic»: muerte - «tlan»: abundancia                                               | - «lugar de la muerte» - «Donde hay huesos humanos»                                 |
| Momostenango     | - «momoztli» o «momustrli»: altar de ídolos - «tenan» o «tenamilt»: muralla - «co» | «altar amurallado»                                                                  |
| Moyuta           | - «moyotl»: mosquito o zancudo - «tlan»: abundancia                                | - «lugar donde abundan los mosquitos»                                               |
| Olopa            | - «olotl»: olote o corazón de maíz - «apant»: río                                  | «río de corazones de maíz»                                                          |
| Pacaya           |                                                                                    | «palmito comestible»                                                                |
| Petapa           | - «apant»: río                                                                     | «río de esteras y petates»                                                          |
| Pinula           | - «pinul»: harina de maíz tostado - «atl»: agua                                    | «bebida de harina de maíz tostado»                                                  |
| Pochuta          | - «pochotl»: ceiba - «tlan»: abundancia                                            | «pochotla»: «lugar de ceibas»                                                       |
| Quezaltepeque    | - «quetzali»: ave - «tepē-»: cerro, montaña - «-k»: en                             | «en el cerro de las aves»                                                           |
| Sacapulas        | - «zacatl»: grama, zacate - «pulo»: desmenuzado                                    | «hierba desmenuzada»                                                                |
| Sacatepéquez     | - «zacatl»: grama, zacate - «tepē-»: cerro, montaña - «-k»: en                     | «en el cerro cubierto de hierba»                                                    |
| Sipacapa         | - «Sipaklli»: primer día de los meses en el calendario azteca - «apant»: río       | «Sipaktlypan»: «rio del primer día del calendario»                                  |
| Soloma           | - «zolomizah»: inquietud - «zol» o «zolli»: codorniz                               |                                                                                     |
| Suchitepéquez    | - «xōchitl-»: flor - «tepēc-»: cerro, montaña                                      | «Xōchitepēke»: «en el cerro florido» o «en el cerro de las flores».[cita requerida] |
| Sumpango         | «tzompantli»                                                                       | «estantería para calaveras humanas dedicadas a los dioses»                          |
| Taxisco          | «tlalixco»: llanura                                                                |                                                                                     |
| Tecpán           |                                                                                    | - «casa real, mansión de los dioses» - «ciudad capital»                             |
| Tolimán          |                                                                                    |                                                                                     |
| Totonicapán      | - «totonilco»: caliente - «apant»: río                                             | «río de agua caliente»                                                              |
| Usumatlán        | - «usumatl»: mono - «tlan»: abundancia                                             | «lugar donde abundan los monos»                                                     |
| Utatlán          | « otatl» bastón, vara, caña. «tlan»: abundancia                                    | «lugar de abundancia de bastones».                                                  |
| Zapotitlán       | - «zapotl»: zapote - «tlan»: abundancia                                            | «lugar donde abundan zapotes»                                                       |